# Menzel 1
Menzel 1, abgekürzt Mz 1, ist ein Planetarischer Nebel im Sternbild Winkelmaß, der etwa 3400 Lichtjahre entfernt ist.
Der Nebel wurde 1922 von Donald Menzel auf Fotografien des Bruce-24-inch-Teleskops an der Außenstation des Harvard-College-Observatorium in Arequipa in Peru entdeckt. Trotz seiner vergleichsweise hohen Helligkeit wurde er nur selten eingehender untersucht.
Ein Modell erklärt seine Struktur anhand der Projektion einer dreidimensionalen Sanduhr-förmigen Hülle mit einer von der Tailie zu den Polen abnehmende Dichte. Mit einer radialen Ausdehnungsgeschwindigkeit von 23 km/s wird sein Alter auf 4.500 bis 10.000 Jahre geschätzt. Man geht bei dem Zentralstern, ein weißer Zwerg von 0,63 ±0,05 M⊙ aus.
Weitere publizierte Beobachtungen stammen von 1988, eine H2-Emission bei 2,12 µm, von 1992, mittels Linienfilter in Hα und OIII, und von 2010, mit dem Spitzer-Weltraumteleskop bei Wellenlängen von 3,6 µm bis 8 µm.